# 175-ös busz (Budapest)
A budapesti 175-ös jelzésű autóbusz az újpalotai lakótelepet köti össze a cinkotai HÉV-állomással, feltárva Kisszentmihályt és Rákosszentmihály-Árpádföld határvidékét. A viszonylatot a Budapesti Közlekedési Zrt. üzemelteti. A járat vonalvezetése egyszerű: a Szentmihályi út és a Rákospalotai határút érintésével a Szlovák út – Ostoros úton éri el a HÉV Cinkota állomását.
A vonal jelentősége jellemzően a külterületek összeköttetésében mutatkozik, ráhordó jellege nem számottevő. A 175-ös alacsony kihasználtságú, ritkán jár (napközben két, este már csak egy busz közlekedik a vonalon), korábban tervezték a megszüntetését is.

## Története
2007. augusztus 21-étől a korábbi 75-ös busz 175-ös jelzéssel közlekedett tovább, az Ikarus 405-ös midibuszok helyett pedig nagyobb befogadóképességű Ikarus 260-as, illetve Ikarus 415-ös buszokat vezényeltek a vonalra.
2011. december 12-én bevezették a vonalon az első ajtós felszállást.

## Útvonala
| Cinkota felé |
| Újpalota, Szentmihályi út vá. – Szentmihályi út – Rákospalotai határút – Szlovák út – Ostoros út – Cinkota H vá. |
| Újpalota, Szentmihályi út felé                                                                                   |
| Cinkota H vá. – Ostoros út – Szlovák út – Rákospalotai határút – Szentmihályi út – Újpalota, Szentmihályi út vá. |

## Megállóhelyei
| 0  | Újpalota, Szentmihályi út végállomás            | 14 | 46, 96, 130, 146, 196, 196A, 296, 296A                          |
| 0  | Szentmihályi út                                 | ∫  | 46, 96, 130, 146, 196, 196A, 296, 296A                          |
| 2  | Rákospalotai határút (↓) Szentmihályi út (↑)    | 11 | 46, 130, 131, 146                                               |
| 3  | György utca                                     | ∫  | 130                                                             |
| 4  | Besztercebányai utca                            | 9  | 131                                                             |
| 5  | Gusztáv utca                                    | 8  | 131                                                             |
| 6  | Baross utca (↓) Kisszentmihály, Baross utca (↑) | 7  | 131                                                             |
| 7  | Csömöri út (Szlovák út) (↓) Csömöri út (↑)      | 7  | 31, 46, 146                                                     |
| 7  | Péterke utca                                    | 6  | 31, 46, 146                                                     |
| 8  | Timur utca                                      | 5  | 31, 46, 146, 174 419                                            |
| 9  | Állás utca                                      | 4  | 31, 174                                                         |
| 11 | Felsőmalom utca                                 | 3  | 174                                                             |
| 11 | Alsómalom utca                                  | 2  | 174                                                             |
| 12 | Ostoros út 40. (↓) Ostoros út 61. (↑)           | 2  | 174                                                             |
| 13 | Csókakő utca                                    | 0  | 174                                                             |
| 14 | Cinkota H végállomás                            | 0  | 92, 92A, 174 410, 430, 440, 441, 480 1040, 1049, 1077, 1078 P+R |